# 阿方索三世·埃斯特
阿方索三世·埃斯特（義大利語：Alfonso III d'Este，1591年10月22日—1644年5月26日），摩德納公爵，1628年至1629年在位。

## 家庭
1608年，阿方索和薩伏依公爵卡洛·埃馬努埃萊一世的女兒伊莎貝拉結婚，兩人共有3子2女：
1. 法蘭西斯科（1610年—1658年）
2. 歐比佐（1611年—1644年）
3. 里納爾多（英语：Rinaldo d'Este (1618–1672)）（1618年—1672年）
4. 瑪格麗塔（義大利語：Margherita d'Este）（1619年—1692年）
5. 安娜·貝亞特麗切（義大利語：Anna Beatrice d'Este）（1626年—1690年）